# مارگریت اسنو
مارگریت اسنو (انگلیسی: Marguerite Snow؛ ۹ سپتامبر ۱۸۸۹ – ۱۷ فوریهٔ ۱۹۵۸) یک هنرپیشه اهل ایالات متحده آمریکا بود.